# 蓋登 (英國)
蓋登是一個在英國沃里克郡鄰近皇家利明頓溫泉的教區和村莊。 在2001年的人口普查中，該教區的人口為376人，並在2011年人口普查中增加到446人。 
該村位於B4100（原A41）和B4451道路的交匯處，距離M40高速公路的12號交叉口一英里，距離Kineton東北部兩英里。

## 蓋登村莊
蓋登教區只有兩條重要的道路交叉：凱恩頓到紹瑟姆路，往東北方向而去，以及以直角交叉的華威和班伯里路。 蓋登有一名叫Malt Shovel的酒吧。 荒廢的蓋登酒店靠近兩條道路的交叉點，蓋登村莊的主要部分沿著交叉路口南邊的一個圓環散佈。 蓋登酒店在18世紀以其與暴力攔路搶劫者的聯繫而聞名。
凱恩頓路的Manor House可追溯到17世紀。
雖然蓋登在某種程度上已因靠近於1991年1月完工的M40而成為一個通勤村。它正在經歷一個回顧其根源、農業和社區精神的複興。 有計劃在當地教區議會的支持下恢復蓋登的分配情況。 在地村莊商店於2010年5月24日在村莊中心開放，為當地居民提供在地產品。
M40通過蓋登的部分曾被認為是可能的高速公路服務站的設置地點，該計劃首先於1986年制定，然後在1990年高速公路建成前幾個月被廢除。

## 汽車產業
附近，在英國皇家空軍蓋登基地的前V型轟炸機基地站點，是捷豹路虎的蓋登中心，是捷豹路虎的工程中心之一（另一個是在考文垂的惠特利工廠）。 一旁是英國汽車博物館以及阿斯頓馬丁的總部。

## 電影檔案
蓋登附近一個廢棄的軍事基地是一個特殊的穹頂結構，它容納了英國電影協會國家檔案館的高度易燃硝酸鹽膠捲，這是世界上最大的電影和電視檔案館。

## 鄰近地點
- Lighthorne
- Northend, Warwickshire
- Radway

## 外部連結
- 官方网站